# Xenòcrates de Calcedònia
Xenòcrates de Calcedònia (en llatí Xenocrates, en grec antic Ξενοκρὰτης) va ser un filòsof grec de Calcedònia, a Bitínia.
Va néixer, segons Diògenes Laerci, l'any 396 aC i va morir el 314 aC, als 82 anys. Primer va ser seguidor d'Èsquines el Socràtic, i després de Plató, al qual es diu que va acompanyar a Siracusa. A la mort de Plató, va anar amb Aristòtil i els dos van assessorar Hèrmies d'Atarneu, el tirà d'Atarneu i d'Assus que els havia convidat a la seva terra.
A la seva tornada a Atenes, fou ambaixador diverses vegades davant Filip II de Macedònia i més tard, durant la Guerra de Làmia, davant Antípater (regent de Macedònia).
Segons Plutarc, els atenencs del seu temps l'apreciaven molt, per la seva gràcia, perseverança, honestedat i benevolència, i una rectitud moral que el feia admirat fins i tot pels atenencs de més edat. Va esdevenir escolarca de l'Acadèmia platònica en temps de Demetri de Falèron ja abans de morir Espeusip que s'havia posat malalt, i va ocupar el càrrec 25 anys.
Va escriure diverses obres, entre les quals un llibre de dialèctica (τῆς περὶ τὸ διαλέγεσθαι πραγματείας Βιβλία ι), tractats de ciència (περὶ ἐπιστήμης ά, περὶ ἐπιστημοσύνης ά), sobre divisions (διαιρέσεις ή), sobre espècies (περὶ γενῶν καὶ εἰδῶν ά), sobre idees (περὶ ἰδεῶν), sobre l'oposat (περὶ τοῦ ἐναντίου), dues obres sobre medicina (περὶ φύσεως ς' i φυσι- κῆς ἀκροάσεως ς, diverses obres de religió, sobre déus (περὶ Θεῶν, sobre el que no existeix (περὶ τοῦ ὄντος, ), sobre el déu màxim (περὶ τοῦ ἑνός), sobre l'infinit (περὶ τοῦ ἀορίστου), sobre l'anima (περὶ ψυχῆς), sobre afeccions (περὶ τῶν παθῶν ά), sobre la memòria (περὶ μνήμης), sobre la felicitat (περὶ εὐδαιμονίας ), i la virtut (περὶ ἀρετῆς ). Uns epigrames seus es van recollir a l'Antologia grega.
Va dirigir uns llibres sobre reialesa a Alexandre el Gran (στοιχεῖα πρὸς Ἀλέξανδρον περὶ βασιλείας) i va escriure també sobre l'estat (περὶ πολιτείας ά i πολιτικός ά), i el poder de la llei (περὶ δυνάμεως νόηου ά). Va deixar també obres sobre geometria, aritmètica i astrologia.
Un nebot seu amb el mateix nom també va ser un filòsof autor d'un discurs sobre la mort d'Arsinoe, titulat λόγος Ἀρισινοητικός.